# 布盧明瓦利鎮區 (北達科他州迪瓦德縣)
布盧明瓦利鎮區（英語：Blooming Valley Township）是位於美國北達科他州迪瓦德縣的一個鎮區。

## 地方資料
布盧明瓦利鎮區的面積為93.48平方千米，當中陸地面積為92.11平方千米，而水域面積為1.37平方千米。根據2020年美國人口普查的數據，當地共有人口43人，而人口密度為每平方千米0.46人。